# Olympische Jugend-Winterspiele 2020/Teilnehmer (Schweden)
| Gelbes Symbol für Goldmedaillen mit stilisierten Olympischen Ringen | Graues Symbol für Silbermedaillen mit stilisierten Olympischen Ringen | Braundes Symbol für Bronzemedaillen mit stilisierten Olympischen Ringen |
| ------------------------------------------------------------------- | --------------------------------------------------------------------- | ----------------------------------------------------------------------- |
| 6                                                                   | 4                                                                     | 7                                                                       |

Schweden nahm an den Olympischen Jugend-Winterspielen 2020 im Schweizerischen Lausanne mit 51 Athleten (34 Mädchen und 17 Jungen) in 9 Sportarten teil.

## Medaillen

### Medaillenspiegel
| Rang   | Sportart         | Gold | Silber | Bronze | Gesamt |
| ------ | ---------------- | ---- | ------ | ------ | ------ |
| 1      | Ski Alpin        | 3    | —      | 1      | 4      |
| 2      | Skilanglauf      | 2    | 2      | 3      | 7      |
| 3      | Freestyle-Skiing | 1    | 1      | 2      | 4      |
| 4      | Eishockey        | —    | 1      | —      | 1      |
| 5      | Biathlon         | —    | —      | 1      | 1      |
| Gesamt | Gesamt           | 6    | 4      | 7      | 17     |

### Medaillengewinner
| Name/n | Sportart         | Wettkampf            |
| --- | ---------------- | -------------------- |
| Gold |                  |                      |
| Adam Hofstedt | Ski Alpin        | Super-G              |
| Adam Hofstedt | Ski Alpin        | Slalom               |
| Märta Rosenberg | Skilanglauf      | 5 km klassisch       |
| Emma Sahlin | Ski Alpin        | Slalom               |
| Erik Wahlberg | Freestyle-Skiing | Skicross             |
| Edvin Anger | Skilanglauf      | Sprint Freistil      |
| Silber |                  |                      |
| Märta Rosenberg | Skilanglauf      | Langlauf-Cross       |
| Edvin Anger | Skilanglauf      | Langlauf-Cross       |
| Melvin Morén | Freestyle-Skiing | Slopestyle           |
| Linnea Adelbertsson Anna Andersson Pusle Dyring-Andersen Nicole Hall Beatrice Hjälm Ella Jämsén Tuva Kandell Ida Karlsson Klara Kenttälä Olivia Klaar Pandora Nåtby Tindra Oknefjell Julia Perjus Linnea Pettersson Dove Frida Simonsen Ebba Svensson Träff Alice Wallin | Eishockey        | Nationenturnier      |
| Bronze |                  |                      |
| Adam Hofstedt | Ski Alpin        | Alpine Kombination   |
| Sara Andersson Oscar Andersson | Biathlon         | Single Mixed-Staffel |
| Jennie-Lee Burmansson | Freestyle-Skiing | Slopestyle           |
| Jennie-Lee Burmansson | Freestyle-Skiing | Big Air              |
| Albin Åström | Skilanglauf      | Langlauf-Cross       |
| Tove Ericsson | Skilanglauf      | Langlauf-Cross       |
| Märta Rosenberg | Skilanglauf      | Sprint Freistil      |

## Teilnehmer nach Sportarten

### Biathlon
| Athleten                                                      | Wettbewerbe          | Zeit        | Fehler      | Rang   |
| ------------------------------------------------------------- | -------------------- | ----------- | ----------- | ------ |
| Jungen                                                        |                      |             |             |        |
| Oscar Andersson                                               | 7,5 km Sprint        | 20:01,3 min | 2 (2+0)     | 7      |
| Oscar Andersson                                               | 12 km Einzel         | 37:32,3 min | 6 (1+1+3+1) | 16     |
| Victor Berglund                                               | 7,5 km Sprint        | 22:27,1 min | 6 (2+4)     | 47     |
| Victor Berglund                                               | 12 km Einzel         | 37:11,5 min | 5 (1+2+1+1) | 13     |
| Fabian Hermansson                                             | 7,5 km Sprint        | 21:32,8 min | 2 (2+0)     | 29     |
| Fabian Hermansson                                             | 12 km Einzel         | 37:32,3 min | 3 (0+0+2+1) | 15     |
| Mädchen                                                       |                      |             |             |        |
| Klara Andersson                                               | 6 km Sprint          | 22:37,0 min | 3 (1+2)     | 71     |
| Klara Andersson                                               | 10 km Einzel         | 40:44,6 min | 6 (1+2+2+1) | 63     |
| Sara Andersson                                                | 6 km Sprint          | 20:23,1 min | 2 (2+0)     | 27     |
| Sara Andersson                                                | 10 km Einzel         | 37:31,1 min | 6 (0+2+1+3) | 29     |
| Wilma Björn                                                   | 6 km Sprint          | 21:45,5 min | 2 (1+1)     | 59     |
| Wilma Björn                                                   | 10 km Einzel         | 38:36,0 min | 6 (2+1+1+2) | 43     |
| Mixed                                                         |                      |             |             |        |
| Sara Andersson Oscar Andersson                                | Single Mixed-Staffel | 42:30,3 min | 1+5 1+7     | Bronze |
| Wilma Björn Klara Andersson Fabian Hermansson Oscar Andersson | Mixed-Staffel        | 1:19:01,1 h | 0+3 3+11    | 15     |

### Bob
| Athlet                | Wettbewerb | Lauf 1      | Lauf 1 | Lauf 2      | Lauf 2 | Gesamt      | Gesamt |
| Athlet                | Wettbewerb | Zeit        | Rang   | Zeit        | Rang   | Zeit        | Rang   |
| --------------------- | ---------- | ----------- | ------ | ----------- | ------ | ----------- | ------ |
| Jungen                |            |             |        |             |        |             |        |
| Theodor Lööv von Hage | Monobob    | 1:15,02 min | 15     | 1:15,20 min | 16     | 2:30,22 min | 14     |

### Curling
| Wettbewerb    | Mixed-Team                                                               | Mixed-Team                                                               | Mixed-Team                                                               | Mixed-Team                                                               |
| ------------- | ------------------------------------------------------------------------ | ------------------------------------------------------------------------ | ------------------------------------------------------------------------ | ------------------------------------------------------------------------ |
| Athleten      | Nilla Hallström                                                          | Axel Landelius                                                           | Lisa Norrlander                                                          | Olle Moberg                                                              |
| Vorrunde      | Japan 4:7 Italien 3:7 Tschechien 8:2 Lettland 9:7 Vereinigte Staaten 8:3 | Japan 4:7 Italien 3:7 Tschechien 8:2 Lettland 9:7 Vereinigte Staaten 8:3 | Japan 4:7 Italien 3:7 Tschechien 8:2 Lettland 9:7 Vereinigte Staaten 8:3 | Japan 4:7 Italien 3:7 Tschechien 8:2 Lettland 9:7 Vereinigte Staaten 8:3 |
| Viertelfinale | ausgeschieden                                                            | ausgeschieden                                                            | ausgeschieden                                                            | ausgeschieden                                                            |
| Halbfinale    | ausgeschieden                                                            | ausgeschieden                                                            | ausgeschieden                                                            | ausgeschieden                                                            |
| Finale        | ausgeschieden                                                            | ausgeschieden                                                            | ausgeschieden                                                            | ausgeschieden                                                            |
| Platzierung   | 10                                                                       | 10                                                                       | 10                                                                       | 10                                                                       |

Im Mixed-Doppel, kam der Partner immer aus einem anderen Land, somit spielten nur gemischte Mannschaften in diesem Wettbewerb mit.
| Athleten                        | Wettbewerb   | 1. Runde                       | 1. Runde | 2. Runde                    | 2. Runde      | 3. Runde                    | 3. Runde      | 4. Runde      | 4. Runde      | Halbfinale    | Halbfinale    | Finale        | Finale        | Rang |
| Athleten                        | Wettbewerb   | Gegner                         | Erg      | Gegner                      | Erg           | Gegner                      | Erg           | Gegner        | Erg           | Gegner        | Erg           | Gegner        | Erg           | Rang |
| ------------------------------- | ------------ | ------------------------------ | -------- | --------------------------- | ------------- | --------------------------- | ------------- | ------------- | ------------- | ------------- | ------------- | ------------- | ------------- | ---- |
| Mixed                           |              |                                |          |                             |               |                             |               |               |               |               |               |               |               |      |
| Berfin Şengül Olle Moberg       | Mixed Doppel | Lucy Neilson Henry Grünberg    | 7:3      | Klaudia Szmidt Jamie Rankin | 6:11          | ausgeschieden               | ausgeschieden | ausgeschieden | ausgeschieden | ausgeschieden | ausgeschieden | ausgeschieden | ausgeschieden | 13   |
| Lisa Norrlander Kilian Thune    | Mixed Doppel | Laura Nagy Nathan Young        | 5:11     | ausgeschieden               | ausgeschieden | ausgeschieden               | ausgeschieden | ausgeschieden | ausgeschieden | ausgeschieden | ausgeschieden | ausgeschieden | ausgeschieden | 25   |
| Kristyna Farková Axel Landelius | Mixed Doppel | Nora Østgård Michael Velve     | 11:6     | Natalie Wiksten Ross Craik  | 12:6          | Monika Wosińska Zhang Likun | 4:5           | ausgeschieden | ausgeschieden | ausgeschieden | ausgeschieden | ausgeschieden | ausgeschieden | 7    |
| Nilla Hallström Dominik Szmidt  | Mixed Doppel | Carmen Pérez Johannes Scheuerl | 10:9     | Pei Junhang Vít Chabičovský | 3:12          | ausgeschieden               | ausgeschieden | ausgeschieden | ausgeschieden | ausgeschieden | ausgeschieden | ausgeschieden | ausgeschieden | 13   |

### Eishockey
| Wettbewerb  | Jungen |
| ----------- | --- |
| Athleten    | Linnea Adelbertsson Anna Andersson Pusle Dyring-Andersen Nicole Hall Beatrice Hjälm Ella Jämsén Tuva Kandell Ida Karlsson Klara Kenttälä Olivia Klaar Pandora Nåtby Tindra Oknefjell Julia Perjus Linnea Pettersson Dove Frida Simonsen Ebba Svensson Träff Alice Wallin |
| Vorrunde    | Slowakei 3:2 Deutschland 7:2 |
| Halbfinale  | Schweiz 2:0 |
| Finale      | Japan 1:4 |
| Platzierung | Silber |

Im 3×3 Eishockey spielten die Athleten in gemischten Mannschaften.
| Mannschaft  | Athleten | Vorrunde       | Vorrunde | Halbfinale    | Halbfinale    | Finale/Spiel um Bronze | Finale/Spiel um Bronze | Rang |
| Mannschaft  | Athleten | Gegner         | Ergebnis | Gegner        | Ergebnis      | Gegner                 | Ergebnis               | Rang |
| ----------- | --- | -------------- | -------- | ------------- | ------------- | ---------------------- | ---------------------- | ---- |
| Jungen      | |                |          |               |               |                        |                        |      |
| _ Team Grau | Thawab Al-Subaey Alejandro Resendiz Nowruz Baýhanow Gosei Daikuhara Timofei Katkow Pablo Mata Sohn Hyun Patrik Melicher Jan Billa Nino Tomow Boldizsár Szalay Lukas Svedin Alexei Baidek                              | _ Team Blau    | 9:8      | ausgeschieden | ausgeschieden | ausgeschieden          | ausgeschieden          | 5    |
| _ Team Grau | Thawab Al-Subaey Alejandro Resendiz Nowruz Baýhanow Gosei Daikuhara Timofei Katkow Pablo Mata Sohn Hyun Patrik Melicher Jan Billa Nino Tomow Boldizsár Szalay Lukas Svedin Alexei Baidek                              | _ Team Gelb    | 11:8     | ausgeschieden | ausgeschieden | ausgeschieden          | ausgeschieden          | 5    |
| _ Team Grau | Thawab Al-Subaey Alejandro Resendiz Nowruz Baýhanow Gosei Daikuhara Timofei Katkow Pablo Mata Sohn Hyun Patrik Melicher Jan Billa Nino Tomow Boldizsár Szalay Lukas Svedin Alexei Baidek                              | _ Team Braun   | 6:16     | ausgeschieden | ausgeschieden | ausgeschieden          | ausgeschieden          | 5    |
| _ Team Grau | Thawab Al-Subaey Alejandro Resendiz Nowruz Baýhanow Gosei Daikuhara Timofei Katkow Pablo Mata Sohn Hyun Patrik Melicher Jan Billa Nino Tomow Boldizsár Szalay Lukas Svedin Alexei Baidek                              | _ Team Rot     | 13:9     | ausgeschieden | ausgeschieden | ausgeschieden          | ausgeschieden          | 5    |
| _ Team Grau | Thawab Al-Subaey Alejandro Resendiz Nowruz Baýhanow Gosei Daikuhara Timofei Katkow Pablo Mata Sohn Hyun Patrik Melicher Jan Billa Nino Tomow Boldizsár Szalay Lukas Svedin Alexei Baidek                              | _ Team Grün    | 6:14     | ausgeschieden | ausgeschieden | ausgeschieden          | ausgeschieden          | 5    |
| _ Team Grau | Thawab Al-Subaey Alejandro Resendiz Nowruz Baýhanow Gosei Daikuhara Timofei Katkow Pablo Mata Sohn Hyun Patrik Melicher Jan Billa Nino Tomow Boldizsár Szalay Lukas Svedin Alexei Baidek                              | _ Team Schwarz | 8:16     | ausgeschieden | ausgeschieden | ausgeschieden          | ausgeschieden          | 5    |
| _ Team Grau | Thawab Al-Subaey Alejandro Resendiz Nowruz Baýhanow Gosei Daikuhara Timofei Katkow Pablo Mata Sohn Hyun Patrik Melicher Jan Billa Nino Tomow Boldizsár Szalay Lukas Svedin Alexei Baidek                              | _ Team Orange  | 5:2      | ausgeschieden | ausgeschieden | ausgeschieden          | ausgeschieden          | 5    |
| Mädchen     | |                |          |               |               |                        |                        |      |
| _ Team Grau | Siria Dore Valentina Vrhoci Lina Meijer Emilia Munteanu Ilary Larese De Pasqua Zhang Shuqi Markéta Mazancová Jekaterina Dawletschina Ebony Brunt Lee Eun-ji Dorottya Gengeliczky Sofie van Dueren Jeļizaveta Stadņika | _ Team Blau    | 9:8      | ausgeschieden | ausgeschieden | ausgeschieden          | ausgeschieden          | 6    |
| _ Team Grau | Siria Dore Valentina Vrhoci Lina Meijer Emilia Munteanu Ilary Larese De Pasqua Zhang Shuqi Markéta Mazancová Jekaterina Dawletschina Ebony Brunt Lee Eun-ji Dorottya Gengeliczky Sofie van Dueren Jeļizaveta Stadņika | _ Team Gelb    | 11:8     | ausgeschieden | ausgeschieden | ausgeschieden          | ausgeschieden          | 6    |
| _ Team Grau | Siria Dore Valentina Vrhoci Lina Meijer Emilia Munteanu Ilary Larese De Pasqua Zhang Shuqi Markéta Mazancová Jekaterina Dawletschina Ebony Brunt Lee Eun-ji Dorottya Gengeliczky Sofie van Dueren Jeļizaveta Stadņika | _ Team Braun   | 6:16     | ausgeschieden | ausgeschieden | ausgeschieden          | ausgeschieden          | 6    |
| _ Team Grau | Siria Dore Valentina Vrhoci Lina Meijer Emilia Munteanu Ilary Larese De Pasqua Zhang Shuqi Markéta Mazancová Jekaterina Dawletschina Ebony Brunt Lee Eun-ji Dorottya Gengeliczky Sofie van Dueren Jeļizaveta Stadņika | _ Team Rot     | 13:9     | ausgeschieden | ausgeschieden | ausgeschieden          | ausgeschieden          | 6    |
| _ Team Grau | Siria Dore Valentina Vrhoci Lina Meijer Emilia Munteanu Ilary Larese De Pasqua Zhang Shuqi Markéta Mazancová Jekaterina Dawletschina Ebony Brunt Lee Eun-ji Dorottya Gengeliczky Sofie van Dueren Jeļizaveta Stadņika | _ Team Grün    | 6:14     | ausgeschieden | ausgeschieden | ausgeschieden          | ausgeschieden          | 6    |
| _ Team Grau | Siria Dore Valentina Vrhoci Lina Meijer Emilia Munteanu Ilary Larese De Pasqua Zhang Shuqi Markéta Mazancová Jekaterina Dawletschina Ebony Brunt Lee Eun-ji Dorottya Gengeliczky Sofie van Dueren Jeļizaveta Stadņika | _ Team Schwarz | 8:16     | ausgeschieden | ausgeschieden | ausgeschieden          | ausgeschieden          | 6    |
| _ Team Grau | Siria Dore Valentina Vrhoci Lina Meijer Emilia Munteanu Ilary Larese De Pasqua Zhang Shuqi Markéta Mazancová Jekaterina Dawletschina Ebony Brunt Lee Eun-ji Dorottya Gengeliczky Sofie van Dueren Jeļizaveta Stadņika | _ Team Orange  | 5:2      | ausgeschieden | ausgeschieden | ausgeschieden          | ausgeschieden          | 6    |

### Freestyle-Skiing
| Athleten              | Wettbewerbe | Qualifikation | Qualifikation | Finale        | Finale        | Rang   |
| Athleten              | Wettbewerbe | Punkte        | Rang          | Punkte        | Rang          | Rang   |
| --------------------- | ----------- | ------------- | ------------- | ------------- | ------------- | ------ |
| Jungen                |             |               |               |               |               |        |
| Melvin Morén          | Big Air     | 85,75         | 3             | 134,25        | 8             | 8      |
| Melvin Morén          | Slopestyle  | 87,00         | 2             | 89,33         | 2             | Silber |
| Martin Nordqvist      | Big Air     | 53,50         | 20            | ausgeschieden | ausgeschieden | 20     |
| Martin Nordqvist      | Slopestyle  | 62,66         | 14            | ausgeschieden | ausgeschieden | 14     |
| Mädchen               |             |               |               |               |               |        |
| Jennie-Lee Burmansson | Big Air     | 85,66         | 2             | 151,75        | 3             | Bronze |
| Jennie-Lee Burmansson | Slopestyle  | 79,25         | 3             | 90,00         | 3             | Bronze |
| Wilma Johansson       | Big Air     | 65,66         | 9             | 115,00        | 7             | 7      |
| Wilma Johansson       | Slopestyle  | 59,75         | 9             | 22,25         | 11            | 11     |

| Athleten                                                                    | Wettbewerbe                        | Vorrunde | Viertelfinale | Halbfinale    | Finale            | Rang |
| Athleten                                                                    | Wettbewerbe                        | Rang     | Rang          | Rang          | Rang              | Rang |
| --------------------------------------------------------------------------- | ---------------------------------- | -------- | ------------- | ------------- | ----------------- | ---- |
| Jungen                                                                      |                                    |          |               |               |                   |      |
| Fredrik Nilsson                                                             | Skicross                           | 2        | –             | 3             | Kleines Finale: 3 | 6    |
| Erik Wahlberg                                                               | Skicross                           | 3        | –             | 1             | 1                 | Gold |
| Mädchen                                                                     |                                    |          |               |               |                   |      |
| Alice Fortkord                                                              | Skicross                           | 4        | –             | 3             | Kleines Finale: 3 | 7    |
| Lia Nilsson                                                                 | Skicross                           | 8        | –             | ausgeschieden | ausgeschieden     | 15   |
| Mixed                                                                       |                                    |          |               |               |                   |      |
| Mixed Team 1 Chloé Passerat Lia Nilsson Iwan Maljowannyj Kilian Himmelsbach | Ski-/Snowboardcross Teamwettbewerb | –        | 1             | 4             | Kleines Finale: 1 | 5    |
| Mixed Team 4 Federica Fantoni Alice Fortkord Thomas Abegglen Thomas Kolly   | Ski-/Snowboardcross Teamwettbewerb | –        | 2             | 3             | Kleines Finale: 4 | 8    |

### Skeleton
| Athlet                | Lauf 1      | Lauf 1 | Lauf 2      | Lauf 2 | Gesamt      | Gesamt |
| Athlet                | Zeit        | Rang   | Zeit        | Rang   | Zeit        | Rang   |
| --------------------- | ----------- | ------ | ----------- | ------ | ----------- | ------ |
| Mädchen               |             |        |             |        |             |        |
| Lovisa Ewald          | 1:12,58 min | 9      | 1:11,43 min | 2      | 2:24,01 min | 6      |
| Paulina Ewald Gröndal | 1:15,62 min | 18     | 1:16,16 min | 18     | 2:31,78 min | 18     |

### Ski Alpin
| Athleten              | Wettbewerbe  | 1. Lauf     | 1. Lauf | 2. Lauf     | 2. Lauf | Gesamt      | Gesamt |
| Athleten              | Wettbewerbe  | Zeit        | Rang    | Zeit        | Rang    | Zeit        | Rang   |
| --------------------- | ------------ | ----------- | ------- | ----------- | ------- | ----------- | ------ |
| Jungen                |              |             |         |             |         |             |        |
| Lukas Ermeskog        | Riesenslalom | 1:05,13 min | 15      | 1:03,83 min | 2       | 2:08,96 min | 4      |
| Lukas Ermeskog        | Slalom       | DNF         | DNF     | DNF         | DNF     | DNF         | DNF    |
| Lukas Ermeskog        | Super-G      | –           | –       | –           | –       | 55,38 s     | 11     |
| Lukas Ermeskog        | Kombination  | 55,38 s     | 11      | DNF         | DNF     | DNF         | DNF    |
| Oskar Gillberg        | Riesenslalom | DNF         | DNF     | DNF         | DNF     | DNF         | DNF    |
| Oskar Gillberg        | Slalom       | 37,90 s     | 8       | 39,98 s     | 2       | 1:17,88 min | 4      |
| Oskar Gillberg        | Super-G      | –           | –       | –           | –       | 58,22 s     | 38     |
| Oskar Gillberg        | Kombination  | 58,22 s     | 38      | 34,30 s     | 9       | 1:32,52 min | 17     |
| Adam Hofstedt         | Riesenslalom | 1:03,19 min | 2       | 1:05,98 min | 17      | 2:09,17 min | 5      |
| Adam Hofstedt         | Slalom       | 36,08 s     | 1       | 40,02 s     | 3       | 1:16,10 min | Gold   |
| Adam Hofstedt         | Super-G      | –           | –       | –           | –       | 54,56 s     | Gold   |
| Adam Hofstedt         | Kombination  | 54,56 s     | 1       | 34,13 s     | 7       | 1:28,69 min | Bronze |
| Mädchen               |              |             |         |             |         |             |        |
| Hanna Aronsson Elfman | Riesenslalom | 1:05,38 min | 2       | 1:04,04 min | 7       | 2:09,42 min | 7      |
| Hanna Aronsson Elfman | Slalom       | 45,49 s     | 3       | 45,31 s     | 10      | 1:30,80 min | 5      |
| Hanna Aronsson Elfman | Super-G      | –           | –       | –           | –       | 56,70 s     | 5      |
| Hanna Aronsson Elfman | Kombination  | 56,70 s     | 5       | DNF         | DNF     | DNF         | DNF    |
| Wilma Marklund        | Riesenslalom | 1:06,84 min | 14      | 1:04,82 min | 15      | 2:11,66 min | 13     |
| Wilma Marklund        | Slalom       | 46,16 s     | 7       | 44,33 s     | 1       | 1:30,25 min | 4      |
| Wilma Marklund        | Super-G      | –           | –       | –           | –       | 57,32 s     | 13     |
| Wilma Marklund        | Kombination  | 57,32 s     | 13      | 37,78 s     | 4       | 1:35,10 min | 6      |
| Emma Sahlin           | Riesenslalom | 1:07,34 min | 21      | DNF         | DNF     | DNF         | DNF    |
| Emma Sahlin           | Slalom       | 45,25 s     | 2       | 44,57 s     | 4       | 1:29,82 min | Gold   |
| Emma Sahlin           | Super-G      | –           | –       | –           | –       | 57,39 s     | 15     |
| Emma Sahlin           | Kombination  | 57,39 s     | 15      | DNF         | DNF     | DNF         | DNF    |

| Athleten                            | Wettbewerbe    | Achtelfinale | Achtelfinale | Viertelfinale | Viertelfinale | Halbfinale    | Halbfinale    | Finale/Platz 3 | Finale/Platz 3 | Rang |
| Athleten                            | Wettbewerbe    | Gegner       | Ergebnis     | Gegner        | Ergebnis      | Gegner        | Ergebnis      | Gegner         | Ergebnis       | Rang |
| ----------------------------------- | -------------- | ------------ | ------------ | ------------- | ------------- | ------------- | ------------- | -------------- | -------------- | ---- |
| Mixed                               |                |              |              |               |               |               |               |                |                |      |
| Hanna Aronsson Elfman Adam Hofstedt | Teamwettbewerb | Neuseeland   | 3:1          | Österreich    | 0:4           | ausgeschieden | ausgeschieden | ausgeschieden  | ausgeschieden  | 5    |

### Skilanglauf
| Athleten        | Wettbewerbe     | Qualifikation | Qualifikation | Viertelfinale | Viertelfinale | Halbfinale  | Halbfinale | Finale      | Finale | Rang   |
| Athleten        | Wettbewerbe     | Zeit          | Rang          | Zeit          | Rang          | Zeit        | Rang       | Zeit        | Rang   | Rang   |
| --------------- | --------------- | ------------- | ------------- | ------------- | ------------- | ----------- | ---------- | ----------- | ------ | ------ |
| Jungen          |                 |               |               |               |               |             |            |             |        |        |
| Albin Åström    | 10 km klassisch | –             | –             | –             | –             | –           | –          | 28:55,1 min | 26     | 26     |
| Albin Åström    | Sprint Freistil | 3:19,20 min   | 9             | 3:27,23 min   | 2             | 3:16,65 min | 1          | 3:15,81 min | 4      | 4      |
| Albin Åström    | Langlauf-Cross  | 4:19,74 min   | 5             | –             | –             | 4:18,12 min | 2          | 4:13,51 min | 3      | Bronze |
| Edvin Anger     | 10 km klassisch | –             | –             | –             | –             | –           | –          | 27:39,1 min | 7      | 7      |
| Edvin Anger     | Sprint Freistil | 3:08,72 min   | 1             | 3:23,84 min   | 1             | 3:13,09 min | 1          | 3:10,47 min | 1      | Gold   |
| Edvin Anger     | Langlauf-Cross  | 4:20,96 min   | 6             | –             | –             | 4:16,76 min | 1          | 4:11,74 min | 2      | Silber |
| Mädchen         |                 |               |               |               |               |             |            |             |        |        |
| Tove Ericsson   | 5 km klassisch  | –             | –             | –             | –             | –           | –          | 14:53,6 min | 8      | 8      |
| Tove Ericsson   | Sprint Freistil | 2:47,93 min   | 5             | 2:50,07 min   | 1             | 2:48,03 min | 1          | 3:01,36 min | 6      | 6      |
| Tove Ericsson   | Langlauf-Cross  | 4:54,02 min   | 3             | –             | –             | 4:52,89 min | 1          | 4:41,10 min | 3      | Bronze |
| Märta Rosenberg | 5 km klassisch  | –             | –             | –             | –             | –           | –          | 14:15,7 min | 1      | Gold   |
| Märta Rosenberg | Sprint Freistil | 2:46,28 min   | 1             | 2:49,63 min   | 1             | 2:48,44 min | 2          | 2:48,92 min | 3      | Bronze |
| Märta Rosenberg | Langlauf-Cross  | 4:46,59 min   | 2             | –             | –             | 4:46,50 min | 1          | 4:40,72 min | 2      | Silber |

### Snowboard
| Athleten         | Wettbewerbe | Qualifikation | Qualifikation | Finale        | Finale        | Rang |
| Athleten         | Wettbewerbe | Punkte        | Rang          | Punkte        | Rang          | Rang |
| ---------------- | ----------- | ------------- | ------------- | ------------- | ------------- | ---- |
| Jungen           |             |               |               |               |               |      |
| William Mathisen | Big Air     | 64,75         | 13            | ausgeschieden | ausgeschieden | 13   |
| William Mathisen | Slopestyle  | 64,66         | 9             | 51,66         | 5             | 5    |